# 킬라우에아산
킬라우에아산(Kīlauea, IPA: [kiːlaʊˈeɪ.ə], 하와이: [ˈkiːlɔuˈwɛjə])은 하와이에 있는 해발 1,222m의 화산으로, 세계에서 활동이 가장 활발한 활화산이다. 이 화산은 분화구가 여러개다. 그 중 지름이 6km나 되는 킬라우에아 칼데라 안에는 1개의 분화구가 있다.바로 할레마우마우 분화구다. 할레마우마우 분화구에는 불의 여신인 펠레가 살고 있다고 전해진다. 밤에 용암호가 노랗게 빛난다. 이 화산은 파호이호이 용암과 아아 용암을 각각 분출한다.
킬라우에아는 1983년부터 거의 지속적으로 분화되었으며, 1990년 칼라파나 마을 파괴를 포함하여 상당한 재산 피해가 발생했다. 2018년 5월 3일에는 여러 곳의 용암 분출구가 푸나 저지대에서 열렸고, 정상에서, 아래 지역으로 흘러내렸다. 새로운 화산 분출은 강력한 6.9 규모의 강력한 지진을 동반했고, 거의 2,000명에 이르는 주민들이 레일리아니 에스테이츠에서 대피했으며, 1만 명 이상이 영향을 받았다. 2018년 5월 8일에 발생한 분출로 이 지역 35채의 가구가 파괴되었다.2022년 11월 29일 폭발 시작중이다.

## 개요
킬라우에아는 하와이어로 ‘분출’ 또는 ‘많이 퍼뜨리는’을 의미하고 용암 유출이 자주 있었던 사건과 관련이 있는 것으로 추정되고 있다. 킬라우에아의 산체는 지구상에서 가장 큰 마우나로아 화산의 남동 사면에 걸쳐 있다. 킬라우에아의 고도는 1,247m이며, 마우나로아가 해발 4,169m인 것에 비해 상당히 낮다. 그러나 이 제도에서 가장 화산 활동이 활발하다. 1983년 이후 간헐적으로 분화를 계속하고 있으며, 이것은 킬라우에아가 최근 약 500년의 역사에서 가장 오래 지속하고 있는 분화 활동이다.
킬라우에아가 형성되기 시작한 시기는 알 수 없지만, 30만 -60만 년 전으로 추정되며, 아마도 5만 ~ 1만 년 전에 해상에 나타난 것으로 추정되고 있다. 마그마는 현무암 질이며, 몇 미터에서 수백 미터의 용암 분천과 용암 흐름을 부드럽게 발생하는 하와이식 분화를 일으켜 폭발적인 분화는 드물다. 이 때문에 비교적 안전한 화산 인식되었고, 분화되는 동안에도 관광의 대상이 되었다.
킬라우에아의 남쪽 해저에서 하와이-엠페러 해저산열을 만들어 낸 하와이 핫스팟 화산으로 가장 새로운 로이히 화산이 활동을 시작하고 있다.

## 화산 활동
킬라우에아 산은 하와이 열점에 의해 형성된 화산들 중 하나이며(나머지는 마우나케아산, 마우나로아산, 후알랄라이산, 코할라산 등이 있다), 또한 현재 유일하게 하와이에서 활발하게 분화 활동이 일어나고 있는 활화산이다. 유사 이래 무려 90차례 분화한 기록이 있으며, 같은 하와이섬의 마우나로아산과 함께 현재까지 활동중인 활화산이다. 총 74차례의 지수 0급 분화와, 총 4번의 지수 2급 분화, 그리고 1번의 지수 4급 대분화 기록이 존재한다. 이 화산은 세계에서 가장 활동이 활발한 활화산 중 하나이기도 하다.

### 1952년 이전 - 1790년~1934년
1790년의 분화는 지수 4였으며, 몇명의 사망자도 나왔다. 1823년에는 할레마우마우 분화구가 나타났고, 이후에도 여러차례 분화하였다. 1918년-1919년에는 할레마우마우 화구에서 거대한 용암 분수를 동반한 분출이 일어났으며, 1924년에는 화산재 분출도 있었다.

### 1952년~1982년
1934년 이후로 잠잠하다가, 1952년 할레마우마우 화구에서 높이 245m의 용암 분수를 동반한 분화를 일으켜 다시 활동이 재개되며, 1959년에는 킬라우에아 칼데라 밖의 이키 화구에서 거대한 용암 분수를 동반한 분화가 발생하기도 하였다. 1960년에는 하와이 섬 북동쪽 끝 카포호에서 용암분출이 발생하였으며, 1969년 5월 24일에는 마우나 울루(Mauna Ulu) 분화가 일어나 1974년 7월 22일 종료되기도 하였다. 이때 대규모의 용암류가 발생하였으며, 마우나 울루 분출은 킬라우에아 화산 역사상 가장 긴 시간에 걸쳐서 일어난 측면분출이기도 했다. 이때 새로운 땅이 만들어지기도 하였다.

### 1983년~현재

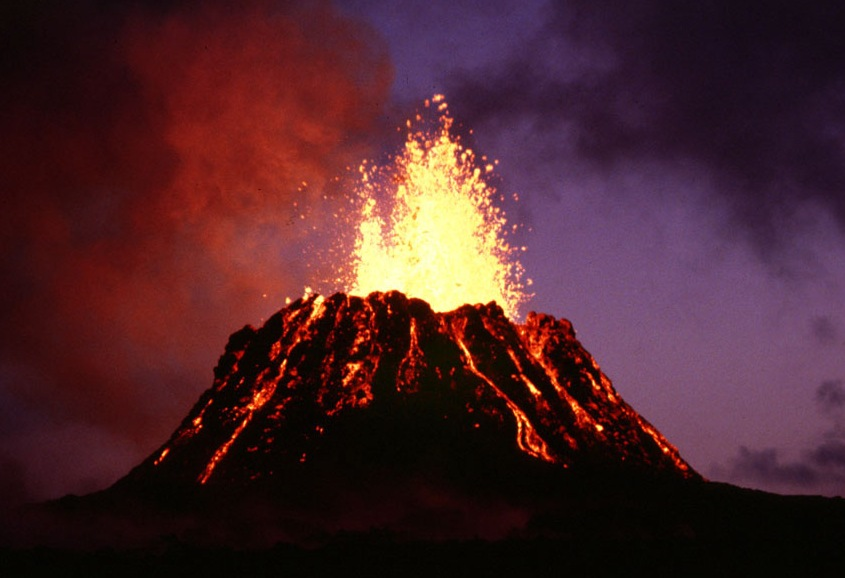
1983년 6월 새벽에 푸우오오 산 분출 장면

1983년 1월 3일 화산 북동쪽에서 분출이 일어나 푸우오오(Puu O'o) 화구가 형성되었으며, 대규모의 용암류가 발생하였다. 푸우오오 분화구는 현재도 용암호를 형성하거나 용암류를 형성하는 등 활발한 분화 활동이 일어나고 있으며, 정상의 할레마우마우 분화구 역시 용암호를 형성하여 분화 중이다. 이 분화는 이 화산 분화 역사상 가장 긴 시간에 걸쳐 일어나고 있는 분화이며, 이로 인해 용암 평원이 형성되고 새로운 땅이 만들어지기도 한다. 2012년 기준으로, 이 분화는 4km3의 용암을 분출하였고 125km2의 면적을 덮었으며, 202헥타르의 새로운 땅을 형성하였고 214가구를 전소시켰다. 또한 고속도로를 14.3km의 길이를 35m 두께로 덮었다.

### 2014년 파호아 용암류
2014년 12월, 동년 6월 27일에 푸우오오 화구에서 분출한 용암류가 하와이 섬 북동쪽 파호아 마을을 위협하였다. 6개월간 용암류가 꾸준히 흐르며 파호아 마을에 초근접했으나, 다행히도 마을 도달 직전 멈추었다. 그러나 집 한채가 소실되기도 하였으며, 130번 도로를 끊기도 하였다.

### 2018년 킬라우에아 화산 분출

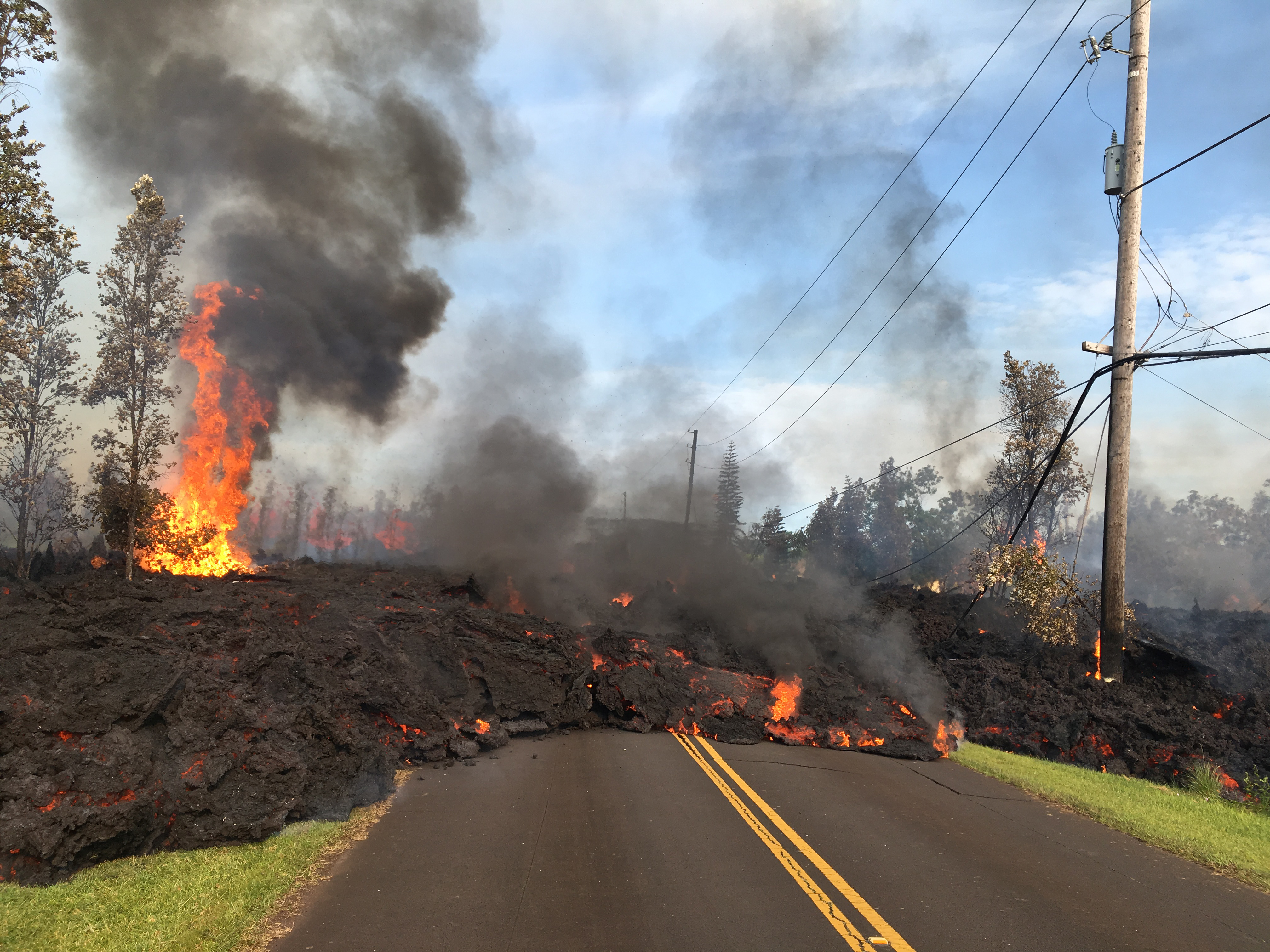
2018년 5월 5일 분출된 용암이 도로를 덮치는 장면

2018년 5월 10일 10시 30분 킬라우에아 화산 주변에서 규모 5.0의 지진과 여러 차례 여진이 발생했다. 이후 푸오오벤트 분화구의 동쪽 균열 지대에서 용암과 증기가 분출되기 시작했다.미국 지질조사국(USGS)과 하와이화산관측소는 오전 규모 5.0의 지진 이후 30분 이내에 규모 2.5와 2.7의 여진이 잇따랐다고 밝혔다.

## 하와이 화산 국립공원
킬라우에아 산은 마우나로아 산과 함께 하와이 화산 국립공원으로 지정된 화산이다.